# 吳道明
吳道明（1527年—？），字行甫，號少山、豫斋，直隸大名府元城縣人，民籍，明朝政治人物。

## 生平
嘉靖三十一年（1552年）壬子科順天府鄉試第一百四名，嘉靖四十四年（1565年），登三甲第二百七十九名進士。户部观政，四十五年八月授郾城知县，隆慶四年（1570年）八月选授河南道御史，六年七月升庐州知府，万历二年（1574年）二月升山东副使，五年十二月升辽东苑马寺卿，八年正月致仕。

## 家族
曾祖父吳端；祖父吳鉞；父親吳敏，曾任歲貢生。母程氏。兄道亨（监生）、弟道公、道通、道東、道立、之翰，俱庠生；子順、道弘。